# Danae Magalhães
Danae Magalhães (12 de Outubro de 1981) é ex-actriz e produtora portuguesa, nascida em Durban, na África do Sul. Atualmente, reside na Nova Zelândia.
Formada pelo The Lee Strasberg Theatre and Film Institute em Nova Iorque, tem participado em vários projectos televisivos, nomeadamente em novelas - Morangos Com Açúcar (2003) Amanhecer (2002) ou Sonhos Traídos (2002) - séries e telefilmes.

## Televisão
- Elenco principal, Benedita Garrido em Sonhos Traídos, TVI 2002
- Elenco principal, Gina em Amanhecer, TVI 2003
- Elenco principal, Diana em Morangos com Açúcar, TVI 2003
- Participação especial, Fernanda no episódio O Colégio de Inspector Max, TVI 2004
- Participação especial, Nádia no episódio Passerelle de Inspector Max, TVI 2005
- Participou em Un Jeu Dangereux, France 2 2005
- Elenco principal, "Becky" em Hawaiian Pixie, Titirangi Theatre, Auckland, NZ 2007
- Elenco principal, Alice Louro em Podia Acabar o Mundo, SIC 2008

## Outras actividades profissionais
- Produtora ([48 Hour Film Project, Lisboa]), 2008 - 2013
- Membro do júri do "National Film Challenge" USA 2009 e 2010
- Produtora do 48 Hour Music Video Project Lisboa 2013